# Brzeg Dolny (gromada 1954)
Brzeg Dolny – dawna gromada, czyli najmniejsza jednostka podziału terytorialnego Polskiej Rzeczypospolitej Ludowej w latach 1954–1972.
Gromady, z gromadzkimi radami narodowymi (GRN) jako organami władzy najniższego stopnia na wsi, funkcjonowały od reformy reorganizującej administrację wiejską przeprowadzonej jesienią 1954 do momentu ich zniesienia z dniem 1 stycznia 1973, tym samym wypierając organizację gminną w latach 1954–1972.
Gromadę Brzeg Dolny z siedzibą GRN w Brzegu Dolnym (wówczas wsi) utworzono – jako jedną z 8759 gromad na obszarze Polski – w powiecie wołowskim w woj. wrocławskim, na mocy uchwały nr 31/54 WRN we Wrocławiu z dnia 2 października 1954. W skład jednostki weszły obszary dotychczasowych gromad Brzeg Dolny, Warzyn i Kręsko (bez przysiółka Wały) ze zniesionej gminy Brzeg Dolny w tymże powiecie. 
13 listopada 1954, po pięciu tygodniach, gromadę Brzeg Dolny zniesiono w związku z przekształceniem jej obszaru w miasto Brzeg Dolny, dla którego ustalono 40 członków miejskiej rady narodowej.
1 stycznia 1973 powiecie wołowskim reaktywowano zniesioną w 1954 roku gminę Brzeg Dolny.